# Andreas Redtenbacher
Andreas Redtenbacher (* 8. Mai 1953 in Wien) ist ein österreichischer römisch-katholischer Theologe.

## Leben
Von 1959 bis 1963 besuchte er die Volksschule in 1020 Wien, an der Albertus-Magnus-Schule Wien (1963–1971) legte er die Matura mit Belobigung ab. Das Noviziat (1971–1972) machte er im Augustiner-Chorherren-Stift Klosterneuburg. Das Studium der Fachtheologie (1972–1977) schloss er an der Universität Wien als Magister Theologiae ab. Als Ministrantenreferent der Erzdiözese Wien und Mitglied der Diözesanleitung der katholischen Jungschar der Erzdiözese Wien war er von 1976 bis 1977 tätig. Am 19. Februar 1978 wurde er zum Priester geweiht. Er schloss das Lizentiatsstudium (1978–1979) an der Päpstlichen Universität Gregoriana in Rom als lic. theol. mit magna cum laude ab, wo er auch am 14. Juni 1983 zum Doktor der Theologie (summa cum laude) promoviert wurde. Das Ergänzungsstudium (1979–1980) der selbstständigen religionspädagogischen Studienrichtung (Lehramt für Höhere Schulen und Akademien) schloss er als Magister der Selbständigen Religionspädagogischen Studienrichtung ab. Als Religionsprofessor (1979–1990) lehrte er am Bundesgymnasium Klosterneuburg. Von 1980 bis 1995 war er Rektor des Mittelschülerzentrums. Am Institut für Liturgiewissenschaft und Sakramententheologie der Universität Wien war er von 1981 bis 1995 Universitätsassistent bei Johannes Emminghaus und Hansjörg Auf der Maur. Er war Mitglied des Fakultätskollegiums, der Studienkommission sowie mehrerer Habilitations- und Berufungskommissionen. Während der Lehrstuhlvakanz 1984/1985 war er wissenschaftlicher Institutsverwalter. Am 1. September 1984 war die Ernennung zum Mitglied der Diözesankommission für Liturgie, zum Vikariatsrat und Vorsitzenden des Liturgieausschusses des Vikariats Wien-Stadt (Wiederernennungen: 1989, 1994, 1999, 2004, 2009, seit 1999 auch Vorstandsmitglied des Vikariatsrates). Von 1985 bis 1990 war er Betreuungslehrer für Lehramtskandidaten und Vorsitzender der Arbeitsgemeinschaft der Religionsprofessoren am Bundesgymnasium Klosterneuburg. An der Universität Wien dozierte er von 1986 bis 1999 als Lehrbeauftragter für Liturgiewissenschaft. Von 1990 bis 2001 war er Pfarrer von St. Vitus in Kritzendorf. Ab 1995 forschte er am Deutschen Liturgischen Institut Trier.
Am 14. März 1997 wurde er zum Erzbischöflichen Geistlichen Rat ernannt. Zum Vorsitzenden der Arbeitsgemeinschaft der Liturgiereferenten der Diözesen Österreichs in Salzburg wurde er am 4. Februar 1998 bestellt. Von 1999 bis 2001 war er Mitglied des Pastoralrates der Erzdiözese Wien. Am 14. September 1999 wurde er zum Erzbischöflichen Konsistorialrat ernannt. Zur Habilitation wurde er von der Pfarrseelsorge 2001 freigestellt. Das internationale Symposion Pius Parsch in der liturgiewissenschaftlichen Rezeption leitete er 2004. Gastvorlesungen in Ungarn an den Philologisch-Theologischen Hochschulen von Győr und Veszprém hielt er 2004. Die Liturgiewissenschaftliche Gesellschaft Klosterneuburg gründete er am 26. November 2004. Das Symposion Anlassgottesdienste – zwischen theologischem Anspruch und pastoraler Wirklichkeit der Liturgiekommission der Österreichischen Bischofskonferenz leitete er 2005. Am 1. Juni 2007 wurde er zum Leiter des Diözesanbeirates für die Aus- und Weiterbildung der liturgischen Ämter und Dienste in der Erzdiözese Wien ernannt.
Zum Präsidenten der Liturgiewissenschaftlichen Gesellschaft Klosterneuburg wurde er am 17. Jänner 2008 gewählt. Eine Gastvorlesung an der Hochschule Heiligenkreuz hielt er 2005. Nach der Habilitation und Ernennung zum Privatdozenten an der PTH Vallendar am 25. November 2008 wurde er am 1. Jänner 2009 zum Professor für Liturgiewissenschaft und Sakramententheologie an der Philosophisch-Theologischen Hochschule Klosterneuburg ernannt. Zeitgleich am 1. Jänner 2009 wurde er mit dem Lehrstuhl für Liturgiewissenschaft an der Philosophisch-Theologischen Hochschule Vallendar beauftragt, wo er ab 22. Juli 2011 als Gastprofessor lehrte. Am 10. Oktober 2011 wurde er zum Direktor des Pius-Parsch-Instituts Klosterneuburg ernannt. Am 3. März 2012 wurde er als Mitglied der Europäischen Akademie der Wissenschaften und Künste aufgenommen.
Seine Forschungsschwerpunkte sind der Liturgiebegriff in der Theologie des 20. Jahrhunderts, die Liturgiekonstitution des Zweiten Vatikanischen Konzils Sacrosanctum Concilium, die Pius-Parsch-Forschung, Taufe und Katechumenat (Geschichte, Theologie, Praxis), der liturgische Raum, Grundlagenthemen und liturgische Spiritualität.

## Publikationen (Auswahl)
- Zukunft aus dem Erbe Charisma und Spiritualität der Stifte der österreichischen Augustiner-Chorherrenkongregation im Lichte des II. Vatikanischen Konzils. Mayer, Wien 1984, ISBN 390038021X (zugleich Dissertation, Gregoriana 1983).
  - Zukunft aus dem Erbe. Charisma und Spiritualität der Augustiner-Chorherren. 2. bearbeitete und erweiterte Auflage, Tyrolia-Verlag, Innsbruck/Wien 2007, ISBN  978-3-7022-2538-4 (zugleich Dissertation, Gregoriana 1983).
- mit Josef Dirnbeck: Wo sich Wege kreuzen. Augustiner Chorherrenstift Klosterneuburg. Herold-Verlag, München/Wien 1985, ISBN 3-7008-0308-7.
- Liturgie und Leben. Erneuerung aus dem Ursprung. Liturgiewissenschaftliche Beiträge. Echter, Würzburg 2002, ISBN 3-429-02483-8.
- als Herausgeber: Die Zukunft der Liturgie. Gottesdienst 40 Jahre nach dem Konzil. Tyrolia-Verlag, Innsbruck/Wien 2004, ISBN 3-7022-2577-3.
- als Herausgeber: Kultur der Liturgie. Grundfragen des Gottesdienstes heute. Schwabenverlag, Ostfildern 2006, ISBN 3-7966-1269-5.
- als Herausgeber: Wo sich Wege kreuzen. 900 Jahre Augustiner-Chorherrenstift Klosterneuburg. Herder, Freiburg/Basel/Wien 2013, ISBN 3-451-33284-1.
- als Herausgeber: Neue Beiträge zur Pius-Parsch-Forschung (= Pius-Parsch-Studien, Band 8). Echter, Würzburg 2014, ISBN 978-3-429-03341-5.
- als Herausgeber: Liturgie lernen und leben – zwischen Tradition und Innovation. Pius-Parsch-Symposion 2014 (= Pius-Parsch-Studien, Band 12). Herder, Freiburg/Basel/Wien 2015, ISBN 3-451-31586-6.
- als Herausgeber mit Joachim Schmiedl: Wind of change. Orden am Beginn des dritten Jahrtausends (= Theologie im Dialog, Band 16). Herder, Freiburg/Basel/Wien 2016, ISBN 3-451-31159-3.
- als Herausgeber mit Helmut Tatzreiter: Lebensquelle Eucharistie. Gedanken zur heiligen Messe  (= Schriften des Pius-Parsch-Instituts, Band 7). Herder, Freiburg/Basel/Wien 2016, ISBN 3-451-34943-4.